# Улица Нарвас

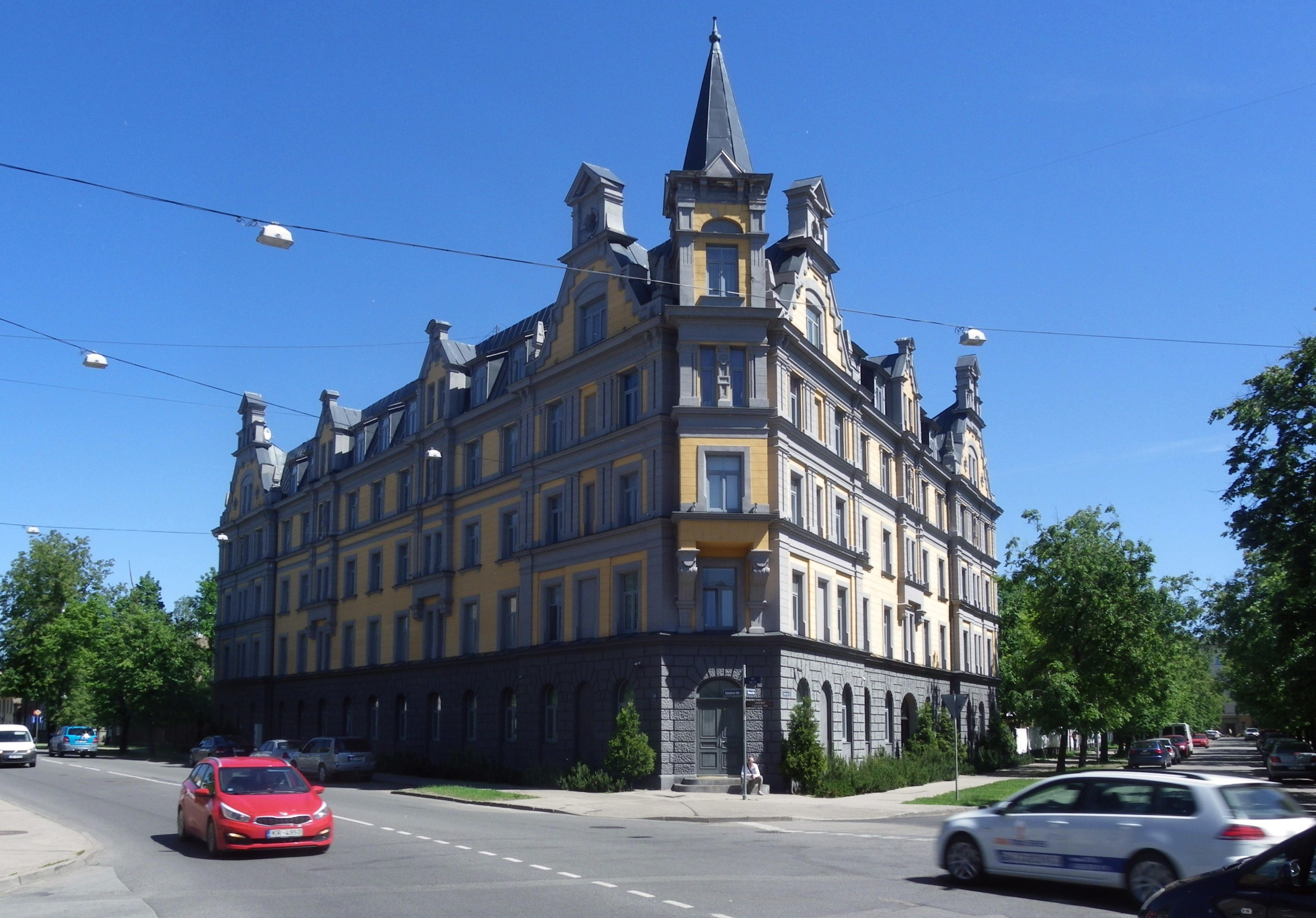
Угол улиц Валмиерас (влево) и Нарвас

Улица На́рвас (латыш. Narvas iela) — улица в Латгальском предместье города Риги, в историческом районе Авоты. Пролегает в восточном направлении, от перекрёстка улиц Валмиерас и Лиенес до улицы Пернавас; с другими улицами не пересекается. Общая длина улицы составляет 232 метра.
На всём протяжении улица Нарвас асфальтирована, разрешено движение в обоих направлениях. Общественный транспорт по улице не курсирует.

## История
Улица Нарвас впервые упоминается в 1885 году под своим нынешним наименованием (нем. Narwasche Strasse, рус. Нарвская улица), которое в дальнейшем не изменялось.
На картах начала XX века улица Нарвас пересекает улицу Пернавас и соединяется с проектируемым продолжением Верхней улицы (Аугшиела), однако уже в 1920-е годы улицы Нарвас и Аугшиела показаны в современных границах.

## Застройка
Основу застройки улицы Нарвас составляют многоквартирные жилые дома 1-й половины XX века и промышленные здания. Наиболее примечательным является угловой дом по ул. Валмиерас, 28, построенный в 1903 году в стиле эклектики по проекту архитектора К. И. Фельско (капитально отремонтирован в 2013 году).

### Стекольная фабрика
Бо́льшую часть чётной стороны улицы занимает стекольная фабрика (ул. Нарвас, 2, угол с ул. Лиенес), основанная в 1927 году. До Второй мировой войны она называлась «Феникс» (с 1931 — «Нео-Феникс»), её основной продукцией были бутылки для молока и алкогольных напитков. Позже компания расширила ассортимент продукции и начала выпускать бокалы для вина и других напитков. В Латвийской ССР этот завод был переименован в «Комунарс» (латыш. Komunārs). Если изначально коллектив фабрики насчитывал 30 работников, то теперь там трудилось до 600 человек. В 1957 году было начато производство осветительных приборов. В 1971 году предприятие вошло в состав производственного объединения «Latvijas stikls», объединившись с заводом в Ильгюциемсе, на ул. Даугавгривас, 77.
В 1991 году завод был преобразован в акционерное общество «Гризинькалнс» (латыш. Grīziņkalns). Основной продукцией были абажуры из трёхслойного стекла, стеклянная посуда и технические изделия. Ежемесячно производилось более 22 тысяч изделий, работало около 500 сотрудников. 95 % продукции экспортировалось в страны Западной Европы. Однако в 2007 году из-за нерентабельности и конкуренции со стороны дешёвой китайской продукции завод был вынужден остановить производство. Позже снова была запущена одна печь из пяти. Фабрика ориентируется в основном на художественное направление — эксклюзивные изделия из стекла, плафоны для люстр и предметы дизайна.
В 2022 году, провозглашённом ООН Международным годом стекла, музей истории Риги и мореходства организовал выставку продукции фабрики из своих фондов.